# Mihail Nikolajevič Tuhačevski
Mihail Nikolajevič Tuhačevski (rusko Михаил Николаевич Тухачевский), maršal Sovjetske zveze, * 16. februar 1893, Smolensk, † 11. junij 1937, Moskva. 
Bil je eden najsposobnejših vojaških voditeljev Sovjetske zveze. Izredno duhovno ustvarjalen vojak, ki je moderniziral rdečo armado in obdan s slavo, pridobljeno z zaslugami v Domovinski vojni. Objavil je več del iz in vojaške zgodovine.

## Življenjepis
Rodil se je v plemiški družini. Kot poročnik carske armade se je v 1. svetovni vojni boril proti Nemcem in bil ujet. Leta 1917 je pobegnil iz nemškega ujetništva in se pridružil ruski revoluciji. Naslednje leto je postal član Ruske social-demokratske delavske stranke (boljševikov). Tega leta se je tudi pridružil rdeči armadi ter hitro napredoval. Postal je vojaški komisar moskovskega področja, nato poveljnik 1. in 8. armade na južni fronti. Leta 1919 je poveljeval 5. armadi na vzhodni fronti, kjer je s svojimi akcijami odločno pripomogel k zmagi nad bivšim carskim admiralom Kolčakom, ki je v Omsku ustanovil svojo vlado. Naslednje leto je kot poveljnik kavkaške fronte vodil operacije proti belim ob severnem Donu in porazil enega od vodilnih poveljnikov bele garde, nekdanjega načelnika štaba carske vojske generala Denikena. Nato je poveljeval kavkaški in zahodni fronti ter se boril proti poljski vojski generala Pilsudskega. Kot poveljnik 7. armade je leta 1921 pomagal zadušiti upor mornarjev v mornariški bazi v Kronštadu. Leta 1922 je postal poveljnik zahodne fronte. Po končani revoluciji je leta 1925 postal član revolucionarnega vojnega sveta nato pa načelnik štaba rdeče armade. V letih 1931−1937 je bil namestnik ljudskega komisarja za obrambo in namestnik predsednika Revolucionarnega vojaškega sveta Sovjetske zveze. 
Leta 1937 je bil kot žrtev Stalinovih čistk na tajnem procesu skupaj s še drugimi generali obsojen in ustreljen. Še 1. maja 1937 je stal poleg Stalina na Leninovem mavzoleju in spremljal mimohod čet prvomajske parade. Enajst dni kasneje je bil odstavljen, 12. junija pa je bilo objavljeno, da so bili on in njegovi tovariši ustreljeni. Zaroto (če je sploh bila) naj bi odkrila sovjetska tajna policija (NKVD). Tuhačevski naj bi bil ob aretaciji ranjen, zato so ga na pogovor s Stalinom odnesli. Po dolgem prepiru s Stalinom je bil odpeljan v zapor in 11. junija ustreljen. Njegovo smrtno obsodbo so uradno sprejeli in potrdili tudi drugi štirje maršali: Vorošilov, Budjoni, Bljuher in Jegorov. Slednja dva pa sta postala žrtvi čistk kmalu zatem. 
Leta 1956 je bil rehabilitiran.